# Pepe Pelayo
José «Pepe» Pelayo Pérez (Matanzas, Cuba, 1952) es un escritor, guionista, comediante, cuentacuentos, videísta, humorista gráfico, estudioso de la teoría y la aplicación del humor e ingeniero civil de profesión. Reside en Chile desde 1991, donde se nacionalizó.

## Carrera
Pepe Pelayo fue fundador de la reconocida agrupación escénica cubana La Seña del Humor, de la cual fue guionista y director artístico junto a Aramís Quintero, así como comediante y director general.
Tiene una larga trayectoria como comediante, cuentacuentos y guionista en teatro, radio, televisión y cine en Cuba, Chile, parte de Latinoamérica, E.U. y Canadá. Se presenta como cuentacuentos para niños y monologuista para adultos en diferentes países. 
Ha publicado 81 libros de humor, 47 de ellos para niños y 34 para jóvenes y adultos, en Chile, Cuba, parte de Latinoamérica y España. Ha sido Jurado en Concursos Literarios en Chile y en el extranjero.
Imparte sus "Charlas Chaplin" sobre diferentes temas relacionados con el Humor como: Pedagogía, Motivación Lectora, Salud, Empresa, Calidad de Vida y Teoría del Humor. También realiza su Programa de motivación a la lectura a través del humor, para niños en riesgo social.
Colabora con sus obras literarias y gráficas en varias publicaciones internacionales.
Ha participado con sus fotomontajes humorísticos en exposiciones individuales en Chile, Estados Unidos y Portugal, y en exposiciones colectivas en numerosos países; así como ha sido Jurado de Concursos de Humor Gráfico en Chile y en el extranjero. 
Es creador y director ejecutivo del "Concurso Humor Sapiens", en sus dos variantes: el Concurso Internacional de Humor Gráfico y el Concurso Nacional Escolar de Humor Gráfico en Chile.
Ha recibido más 30 premios y distinciones nacionales y a nivel internacional por sus obras humorísticas (literarias, gráficas y escénicas).
Funda y dirige con su hijo Álex Pelayo -siendo también coeditor-, el sitio web sobre teoría y aplicación del Humor: humorpsapiens.com
Es Miembro de la Sociedad Internacional de Estudios del Humor Luso-hispano; Miembro de la Red de Investigación y Estudio del Humor (RIEH) en Chile; Miembro del Comité Internacional de Directores de Festivales de Humor; Miembro del Consejo Político de Cartoonists of Global Village y Presidente de la Fundación Humor Sapiens.

## Libros publicados

### Sobre teoría y práctica del humor
- "Vis a vis con la vis cómica. Entrevistas a humoristas gráficos internacionales". Humor Sapiens Ediciones. 2025.
- "Vis a vis con la vis cómica. Entrevistas a humoristas gráficos cubanos". Humor Sapiens Ediciones. 2025.
- "Cien consejos para hacer reír", en coautoría con Enrique Gallud Jardiel. Humor Sapiens Ediciones. 2025.
- "Teoría Humor Sapiens. Lo cómico, el humor y el chiste". Humor Sapiens Ediciones. 2022.
- "Anécdotas de relevantes humoristas... y algunas mías". Humor Sapiens Ediciones.2022.
- "En rigor humortis". Humor Sapiens Ediciones. 2021.
- "Breve Historia del Humor". Prólogo: Osvaldo Macedo de Sousa. Humor Sapiens Ediciones. 2020.
- "El Chiste". Humor Sapiens Ediciones. 2020.
- "La Metahumorfosis" (Vivencias y reflexiones de un humorista). Humor Sapiens Ediciones. 2020.
- "Breve diccionario del humor". Prólogo: Enrique Gallud Jardiel. Editorial Verbum. Madrid, España. 2019
- "Bienaventurados los que ríen". En coautoría con Aramís Quintero. Humor Sapiens Ediciones. Chile y Uruguay. 2006.
- "Gracias por enseñar" (Prácticas para educar con humor). Prólogo: Jesús Damián Fernández y Maili Ow González. Humor Sapiens Ediciones. Chile. 2011.

### Para niños
- "El hombre lobo de Quilicura". Editorial SM Chile 2015.
- "Rátata, un ratón de biblioteca". Humor Sapiens. 2013.
- "Ada y su Varita". Editorial Alfaguara Chile. 2013.
- "Sipo y Nopo". En coautoría con Álex Pelayo. Editorial Alfaguara Chile. 2012.
- "El numerito de Pepito". Editorial Alfaguara Chile. 2012 y Editorial SM. Chile 2015.
- "El agapito de Pepito". Editorial Alfaguara Chile. 2011 y Editorial SM. Chile 2015.
- "Lo inaudito de Pepito". Editorial Alfaguara Chile. 2010 y Editorial SM. Chile 2015.
- "El mosquito Pepito". Editorial Alfaguara Chile. 2010 y Editorial SM. Chile 2015.
- “El más desopilante “¡Mix de chistes!”. Serie “Lee, juega y ríe con Pepito”. Humor Sapiens. 2009-2010.
- “Los más chistosos “Cuentos breves # 2”. Serie “Lee, juega y ríe con Pepito”. Humor Sapiens. 2009-2010.
- “Los más chistosos “Cuentos breves # 1”. Serie “Lee, juega y ríe con Pepito”. Humor Sapiens. 2009-2010.
- “Los más hilarantes “¿Qué le dijo? y ¿En qué se parece?”. Serie “Lee, juega y ríe con Pepito”. Humor Sapiens. 2009-2010.
- “Los más entretenidos “Ayer pasé por tu casa y ¿Cómo se llama la obra?”. Serie “Lee, juega y ríe con Pepito”. Humor Sapiens. 2009-2010.
- Las mejores “Adivinanzas, Trabalenguas, Rimas y Piropos”. Serie “Lee, juega y ríe con Pepito”. Humor Sapiens. 2009-2010.
- “Los más humorísticos “¡Rinnng! ¡Rinnng! y ¡Doctor! ¡Doctor!”. Serie “Lee, juega y ríe con Pepito”. Humor Sapiens. 2009-2010.
- Los más ingeniosos “Juegos de palabras”. Serie “Lee, juega y ríe con Pepito”. Humor Sapiens. 2009-2010.
- "Las Preguntas” más locas. Serie “Lee, juega y ríe con Pepito”. Humor Sapiens. 2009-2010.
- "Los Tantanes” más cómicos. Serie “Lee, juega y ríe con Pepito”. Humor Sapiens. 2009-2010.
- "Los Colmos” más graciosos. Serie “Lee, juega y ríe con Pepito”. Humor Sapiens. 2009-2010.
- Los más divertidos “¡Mamá! ¡Mamá!”. Serie “Lee, juega y ríe con Pepito”. Humor Sapiens. 2009-2010.
- Libro # 5 de la Serie “Pepito. Chistes para niños”. Humor Sapiens y Ediciones Liberalia. Chile. 2009.
- "Lucía Moñitos, corazón de melón". Editorial Alfaguara. Chile. 2009.
- "El enigma del huevo verde". En coautoría con Betán (Juan M. Betancourt). Editorial SM. Chile 2009.
- "Ada, madrina y otros seres". Editorial Alfaguara. Chile 2009.
- "Diálocos de Pepito". Editorial Alfaguara Chile 2008 y Editorial SM. Chile 2015.
- "Lucía Moñitos". En coautoría con Álex Pelayo. Editorial Alfaguara. Chile. 2007 y Venezuela 2009.
- "No lo puedo creer".  En coautoría con Álex Pelayo. Editorial Alfaguara. Chile. 2007 y Editorial SM. Chile 2015.
- "Trinos de colores". En coautoría con Álex Pelayo. Editorial Alfaguara. Chile. 2007 y Venezuela 2009.
- "Sube el telón de Pepito". Editorial Alfaguara Chile. 2007, Venezuela 2008 y Editorial SM. Chile 2015.
- "Draguito y el dragón". En coautoría con Álex Pelayo. Editorial Alfaguara. Chile. 2007.
- "Pepito cuenta y canta". Humor Sapiens. Chile-Uruguay. 2006.
- "El abuelo de Dios". En coautoría con Aramís Quintero. Ediciones SM. Chile. 2006. España 2007 y México. 2007.
- "Pepito. Los mejores chistes 2006". Humor Sapiens. Chile-Uruguay. 2006.
- Libro # 4 de la Serie “Pepito. Chistes para niños”. Humor Sapiens. Chile-Uruguay 2006 y Ediciones Liberalia. Chile. 2010.
- Libro # 3 de la Serie “Pepito. Chistes para niños”. Humor Sapiens. Chile-Uruguay. 2006 y Ediciones Liberalia.  Chile. 2010.
- "El inspector Mantú". Editorial Libresa. Ecuador. 2006.
- "El secreto de la cueva negra". En coautoría con Betán (Juan M. Betancourt). Editorial Alfaguara. Chile. 2005, Perú 2007, Venezuela 2008.
- Libro # 2 de la Serie “Pepito. Chistes para niños”. Humor Sapiens. Chile-Uruguay 2006 y Ediciones Liberalia. Chile. 2010.
- Libro # 1 de la serie “Pepito. Chistes para niños”. Humor Sapiens. Chile-Uruguay. 2005 y Ediciones Liberalia Chile. 2010.
- "En las garras de los Mataperros" (El perro de tres cabezas). En coautoría con Betán (Juan M. Betancourt). Editorial Alfaguara. Chile. 2005. Humor Sapiens 2013.
- "Ni un pelo de tonto". En coautoría con Álex Pelayo. Editorial Alfaguara. Chile. 2005, Perú 2007 y Ecuador 2008
- "Pepito y sus libruras". Editorial Alfaguara Chile. 2004 y Editorial SM. Chile 2015.
- "El cuento de la ñ". En coautoría con Álex Pelayo. Editorial Sudamericana. Argentina. 2004 y Editorial Santillana. Chile 2016.
- "El chupacabras de Pirque". En coautoría con Betán (Juan M. Betancourt). Editorial Alfaguara. Chile. 2003 y Perú 2007.
- "Cuentos de Ada". Editorial Alfaguara. Chile. 2003, Perú 2007, Ecuador 2008 y Argentina 2010.
- "Pepito, el Señor de los chistes". Editorial Alfaguara, Chile. 2002 y Editorial SM. Chile 2015.

### Para jóvenes y adultos
- "Tenía que decirlo". Humor Sapiens Ediciones. 2024.
- "John y Depp. ¿Teatro o historieta?". Humor Sapiens Ediciones. 2024.
- "Los señores Ortega & Gasset. Crisis en la crianza de los hijos". En coautoría con Rudy (Marcelo Rudaeff). Humor Sapiens Ediciones. 2024.
- "Foto & Grafía" (Imágenes y palabras en busca del humor). En coautoría con Francisco Puñal. Humor Sapiens Ediciones. 2023.
- "De risa también se muere". En coautoría con Rubén Aguiar. Prólogo: Alexis Díaz Pimienta. Humor Sapiens Ediciones. 2023.
- "(Pre)textos breves supuestamente graciosillos". Humor Sapiens Ediciones. 2023.
- "Destinos sin tinos" (Crónicas de viajes). Humor Sapiens Ediciones. 2023.
- "Los señores Ortega & Gasset. Crisis de parejas". En coautoría con Rudy (Marcelo Rudaeff). Humor Sapiens Ediciones. 2022.
- "Historias de bufones". En coautoría con Ángel Boligán. Humor Sapiens Ediciones. 2121.
- "Orión y Pipita" (Tiras cómicas y cuentos). Humor Sapiens Ediciones. 2021.
- "Dos e-pistoleros cubanos se afrentan en duelo nacional". En coautoría con Eduardo Triana. Humor Sapiens Ediciones. 2020.
- "Que ni la muerte nos separe". Humor Sapiens Ediciones. 2020.
- "Doctor Tuga". Humor Sapiens Ediciones. 2020.
- Los señores Ortega y Gsset. Crisis económica". En coautoría con Rudy (Marcelo Rudaeff). Humor Sapiens Ediciones. 2020.
- "Los señores Ortega y Gasset. Crisis de identidad". En coautoría con Rudy (Marcelo Rudaeff]. Prólogo: Daniel Rabinovich. Humor Sapiens. Chile y Uruguay. 2006 /  Humor Sapiens Ediciones. 2020.
- "La divina gracia" (Humor convenientemente impío). Humor Sapiens Ediciones. 2020.
- "Humor de vida o muerte" (Epigramas y epitafios). Humor Sapiens Ediciones. 2020.
- "Chanzas de Matanzas". Humor Sapiens Ediciones. 2020.
- "Hamor y Umor" (Cuentos). Humor Sapiens Ediciones. 2019.
- "El profesor Pericot y la Ridícula Historia Universal". En coautoría con Enrique Gallud Jardiel. Humor Sapiens. Chile 2015.
- "La maldición del nariztócrata". En coautoría con Betán (Juan M. Betancourt). Humor Sapiens. Chile y Uruguay. 2007.
- "Risas post mortem". Editorial Grijalbo. Chile. 2003.
- "El cartero en llamas dos veces". En coautoría con Pible (Pablo Garí). Editorial Capiro. Cuba. 1995.

### Antologías
- "Antología de la poesía humorística española". Editorial Verbum. Madrid, España. 2018.
- "Antología Historias de amor". Editorial Letras con Arte". España. 2017
- "Ensayos y aforismos". M. P. Library Edition. Seatle, Estados Unidos. 2015.
- "Poemas y narraciones breves". M. P. Library Edition. Seatle, Estados Unidos. 2015.
- "Comenzando a leer juntos". Fundación Educacional Oportunidad y Ministerio de Educación. Chile. 2013.
- "Un cuento al día". Editorial Consejo Nacional de la Cultura y Las Artes, Chile. 2013.
- "Antología Cuentos de Paz". Colección Leer es genial. Editorial Alfaguara Argentina. 2004.
- "Antología Cuentagotas III". Editorial aBrace, Brasil-Uruguay. 2003.

## Premios y distinciones
1982
- Recibe el Primer Premio en el género de cuento en el Concurso Literario "Bonifacio  Byrne". Matanzas. Cuba.

1984
- Recibe el Premio Nacional Girasol de la Popularidad, en coautoría con el escritor cubano Aramís Quintero, como libretistas del espectáculo "La esclava v/s el árabe" del Conjunto Nacional de Espectáculos. La Habana. Cuba.

1991
- Recibe el Primer Premio en Artículo compartido con otro artículo suyo en coautoría con Pible; Mención Honrosa en Cuento y el Primer Premio en Ensayo en coautoría con el humorista cubano Pible, en el Concurso Nacional "Juan Angel Cardi", de Literatura Humorística. San Antonio de los Baños. Cuba.

2002
- Recibe el Segundo Premio "Julio Cortazar" del Concurso Internacional de Cuento Breve de la Fundación de Poetas, por su cuento "Matrix". Argentina.
- Recibe el Tercer Premio en Cuento del Concurso Poetiamores, con su cuento "Él y Ella". Argentina.
- Recibe Premio en el Concurso de Cuento del Instituto Cultural Francés de Buenos Aires, por su cuento "Dominó". Argentina.
- Recibe Mención Honrosa en el Segundo Concurso Internacional de Poesía y Narrativa, modalidad Cuento, convocado por el Instituto Cultural Latinoamericano, por su cuento "El cumpleaños". Argentina.
- Es finalista en el Concurso Internacional de Cuento Breve aBrace 2002. Uruguay-Brasil.

2003
- Recibe Mención Honorífica en el Festival Internacional de Caricatura Ricardo Rendón, por su obra de humor gráfico creada en coautoría con Álex Pelayo. Colombia.

2004
- Recibe Homenaje como fundador, director general, codirector artístico, coguionista y comediante de la Compañía La Seña del Humor, en su XX Aniversario. Teatro Mella de La Habana y Teatro Sauto de Matanzas. Cuba.2005
- Es finalista del Concurso de Literatura Infantil Julio C. Coba, con el libro El inspector Mantú. Editorial LIBRESA. Ecuador.
- Recibe Premio Especial de la Asociación de Periodistas, en el 25 Concurso Internacional "Nasreddin Hodja", por obra de humor gráfico creada en coautoría con Álex Pelayo. Turquía.
- Recibe Segundo Premio en el Primer Festival Internacional de Caricaturas de Porto De Humor, por obra de humor gráfico creada en coautoría con Álex Pelayo. Brasil.

2006
- Es finalista, en coautoría con Aramís Quintero, en el I Concurso de Literatura Infantil con el libro El abuelo de Dios. Editorial SM. Chile.

2007
- Recibe, en coautoría con Álex Pelayo, Mención Especial en la 24´ Biennale Internazionale dell´Umorismo nell´Arte-Tolentino. Italia.
- Recibe, en coautoría con Álex Pelayo, Premio Especial en el Concurso Internacional de Humor Gráfico. Stuttgart 2007. Alemania.
- Recibe, en co.-autoría con Álex Pelayo, Primer Premio en el III Concurso Internacional de Humor Gráfico Universidad de Lleida. España.2008
- Recibe la Distinción “Huésped Ilustre de Quito” como escritor, durante la Feria Internacional del Libro. Ecuador.
- Obtiene el Premio al Mejor Libro Editado en Categoría Infantil, otorgado por la Cámara Chilena del Libro, por su libro álbum "Lucía Moñitos", creado en coautoría con Álex Pelayo. Chile.
- Es finalista en el III Concurso de Literatura Infantil "Barco de Vapor" de la Editorial SM, con su libro "El enigma del huevo verde", creado en coautoría con el escritor cubano Betán. Chile.

2009
- Obtiene la Distinción "The White Ravens 2009", que la Internationale Jugendbibliothek organiza anualmente en el marco de la Feria Internacional del Libro Infantil de Bologna, Italia, por su libro-álbum "Trinos de colores", creado en coautoría con Álex Pelayo y publicado por la Editorial Alfaguara Infantil. Alemania.

2013
- Recibe Homenaje como escritor para niños en el Colegio Santa María de Maipú, donde develan una placa con su nombre y su foto, bautizando una Sala. Chile.

2014
- Obtiene el Segundo Premio en el 5th International City and Citizen Cartoon Contest, por obra de humor gráfico realizada en coautoría con Álex Pelayo. Tabriz 2014. Irán.

2015
- Es elegido para el Plan Nacional de Difusión de Autores y sus Obras en la ciudadanía del Consejo de la Cultura, Región Metropolitana. Chile.
- Es Finalista en las Modalidades de Aforismo y de Narración Breve, en el I Certamen de Excelencia Literaria Mundial. M. P. Librery Edition, Seatle. E.U.

2016
- Recibe Homenaje a su trayectoria como escritor, organizado por la Cámara Chilena del Libro y la Fundación Cultural de Providencia, en la Feria Internacional del Libro Infantil y Juvenil de Providencia. Chile.

2017
- Obtiene el Tercer Premio por su cuento "El deseo", en el Concurso Internacional "Historias de amor", convocado por "Letras con Arte". España.

2019
- Recibe Homenaje como cofundador, director general, codirector artístico, coguionista y comediante del Grupo La Seña del Humor en su XXXV Aniversario. Teatro Karl Marx de La Habana, en el marco del Festival nacional de Humor “Aquelarre” y en el Teatro Sauto de Matanzas. Cuba.

2021
- Recibe Homenaje como escritor para niños en el Colegio Colonial de Pirque, donde develan una placa bautizando con su nombre la Sala de Lectura del Colegio. Santiago de Chile.
- Recibe Reconocimiento del Ministerio de Educación de Perú, por colaborar con textos y programas de radio en la estrategia "Aprendo en Casa", organizada por ese Organismo y dirigido a los estudiantes del nivel de educación primaria, en el año 2020.

2022
- Recibe Homenaje por sus 40 años como humorista y sus 20 años como escritor para niños en el Instituto de Estudios Humorísticos de la Universidad Diego Portales. Chile.
- Recibe Homenaje por sus 40 años como humorista multifacético en Mesa Redonda realizada en el Instituto Quevedo de las Artes del Humor. España.
- Recibe Homenaje por sus 40 años como humorista en el Coloquio "Literatura Humorística Latinoamericana", organizado por el Museo del Humor de San Antonio de los Baños. Cuba.

2023
- Seleccionado como miembro del Grupo de Trabajo "El humor, la risa y las jerarquías" del Consejo Mexicano de Ciencias Sociales (COMECSO). México.
- Se inaugura el Museo Chupacabras de Pique, único en Latinoamérica, en honor a su libro “El chupacabras de Pirque. Santiago de Chile.
- Recibe Homenaje como cofundador, director general, codirector artístico, coguionista y comediante del grupo "La Seña del humor" en el Evento "Melocactus Matanzanus ", Teatro Sauto y Casa de la Memoria Escénica. Matanzas, Cuba.